# Iva Ritschélova
Iva Ritschélova (ur. 16 czerwca 1964 w Varnsdorfie, zm. 2 grudnia 2017) – czeska ekonomistka, profesor nauk ekonomicznych, prezes Czeskiego Urzędu Statystycznego w latach 2010–2017.
Ukończyła studia na Uniwersytecie Technicznym w Libercu i Wyższą Szkołę Ekonomiczną w Pradze. Była profesorem Uniwersytetu im. Jana Evenangelisty Purkyně w Ustí nad Labem, gdzie od 2007 do 2011 roku pełniła funkcję rektora. W 2012 otrzymała tytuł profesora nauk ekonomicznych. Soecjalizowała się w zakresie ekonomii środowiskowej i środowiskowych aspektów makroekonomii. Uczestniczyła także w misji ONZ  w Kosowie.
Powołana z dniem 1 września 2010 roku na stanowisko szefa Czeskiego Urzędu Statystycznego przez Václava Klausa, zastąpiła na stanowisku Jana Fischera. Zmarła po długiej chorobie 2 grudnia 2017.